# QuickCheck
QuickCheck（クイックチェック）は、テストスイート用のテストケースを生成してソフトウェアテストを行うための、Haskellで書かれたコンビネータライブラリである。GHCコンパイラとHugsインタプリタに対応している。
QuickCheckではプログラマは関数が満たすべき論理的性質をアサーションとして書く。テストは関数の引数の型が取り得る値をランダムに関数に与えることで、アサーションが失敗する条件を探そうと試みる。プロジェクトは2000年に始まった。QuickCheckは通常のプログラムのテストに加え、関数仕様の策定、関数がするべき挙動をドキュメントとして示す、コンパイラの実装をテストする、といったことにも有用である。
QuickCheckの実装はHaskell以外にも多数の言語に移植されている（C, C++, Chicken Scheme, Clojure, Common Lisp, D, Erlang, F#, Factor, Io, Java, JavaScript, Node.js, Objective C, OCaml, Perl, Python, Ruby, Scala, Scheme, Smalltalk, Standard ML）。